# Bulbophyllum auratum
Bulbophyllum auratum  (лат.) — вид однодольных растений семейства Орхидные (Orchidaceae), рода Бульбофиллюм (Bulbophyllum). Вид описан в 1861 году ботаником Генрихом Густавом Райхенбахом.

## Распространение
Произрастает в Таиланде, Малайзии, Индонезии и Филиппинах, отдельные представители также встречаются в индийском штате Сикким.

## Биологическое описание
Корневище ползучее.
Псевдобульбы тёмно-оливковые, яйцевидные, бороздчатые. Образуются на расстоянии 1—2 см друг от друга.
Диаметр цветка около 3,75 см.

## В культуре
Температурная группа тёплая.
При выращивании требуется полутень и высокая относительная влажность и циркуляция воздуха.
Продолжительность цветения 7—10 дней. Аромат слабый, неприятный.